# Simon Kostner
Simon Kostner (Bolzano, 30 novembre 1990) è un hockeista su ghiaccio italiano, milita come attaccante nel Ritten Sport, squadra della Alps Hockey League di cui è capitano.

## Biografia
Simon Kostner è figlio dell'allenatore ed ex giocatore di hockey su ghiaccio Erwin Kostner (a sua volta cugino della sciatrice Isolde Kostner, vincitrice della medaglia d'argento nello sci alpino alle Olimpiadi del 2002) e fratello minore della pattinatrice Carolina Kostner. Ha anche un fratello, Martin.

## Carriera

### Club
Nato a Bolzano ma cresciuto a Ortisei, Kostner mosse i primi passi nell'hockey su ghiaccio nella locale squadra dell'HC Gardena (dal 2001 divenuto HC Gherdëina).
A sedici anni si trasferì nel campionato giovanile tedesco Deutsche Nachwuchsliga, dove giocò con le giovanili delle Adler Mannheim, con cui vinse il titolo nel 2007-2008.
Alle due stagioni in Germania seguì un trasferimento in Finlandia dove giocò con le giovanili dell'JYP Jyväskylä. Qui ebbe l'occasione di esordire nella seconda serie, la Mestis, nella stagione 2010-2011, con il farm team D Team (che poi cambiò denominazione in JYP-Akatemia), facendo pure qualche apparizione in prima squadra nel massimo campionato, nella stagione 2011-2012.
Dal 2013 tornò in Italia, dapprima all'HC Val di Fassa (2013-2014) dove trovò ad allenarlo il padre Erwin, poi al Ritten Sport (dal giugno 2014).

### Nazionale
Kostner vestì le maglie di entrambe le selezioni giovanili: con l'Italia under 18 disputò due mondiali di categoria di Prima Divisione, mentre con l'Italia under 20 ne disputò 3, uno di Seconda Divisione (vinto nel 2008) e due di Prima Divisione (2009 e 2010).
A partire dal 2011 cominciò a raccogliere presenze anche nella Nazionale maggiore. Nel 2013 indossò la maglia azzurra alle Universiadi del Trentino, chiuse al sesto posto. Nel febbraio 2016 vinse con il Blue Team il torneo preolimpico disputatosi a Cortina d'Ampezzo. Nella primavera dello stesso anno partecipò al mondiale di Prima Divisione disputotosi in Polonia, in cui l'Italia riuscì a guadagnarsi la promozione in Top Division.

## Palmarès

### Club
- Campionato italiano: 5

Renon: 2015-2016, 2016-2017, 2017-2018, 2018-2019, 2023-2024
- Coppa Italia: 1

Renon: 2014-2015
- Supercoppa italiana: 3

Renon: 2017, 2018, 2024
- Alps Hockey League: 2

Renon: 2016-2017, 2023-2024

### Giovanili
- Deutsche Nachwuchsliga: 1

Jungadler Mannheim: 2007-2008
- Jr. A SM-liiga: 1

JYP: 2010-2011

### Nazionale
- Campionato mondiale di hockey su ghiaccio Under-20 - Seconda Divisione: 1

Italia 2008

### Individuale
- Maggior numero di reti nel Campionato mondiale di hockey su ghiaccio Under-18 - Prima Divisione: 1

Lettonia 2008 (4 reti)
- Top Player on Team del Campionato mondiale di hockey su ghiaccio Under-18 - Prima Divisione: 1

Lettonia 2008 (4 reti)
- Maggior numero di assist della Serie A: 2

2017-2018 (3 assist), 2018-2019 (3 assist)
- Capocannoniere della Serie A: 1

2017-2018 (3 punti)
- Miglior percentuale nei Face-Off del Campionato mondiale di hockey su ghiaccio - Prima Divisione: 1

Ungheria 2018 (83,33%)
- Top 3 Player on Team del Campionato mondiale di hockey su ghiaccio: 2

Slovacchia 2019, Finlandia 2022
- Miglior Plus/Minus della Alps Hockey League: 1

2023-2024 (+36)